# Estación de Eijsden
La estación de Eijsden es una estación de tren neerlandesa situada en Eijsden-Margraten, en la provincia de Limburgo.
Pese a situarse en los Países Bajos, pertenece a la línea  de S-Trein Lieja.

## Situación ferroviaria
La estación se encuentra en la línea 40 (Visé-Maastricht).